# Hundimiento de tierra
Un hundimiento de tierra o también llamado socavón es un movimiento de la superficie terrestre en el que predomina el sentido momero descendente y que tiene lugar en áreas de distintas características y pendientes. Se diferencia del término subsidencia por sus escalas temporal y espacial mucho más reducidas. Este movimiento puede ser inducido por distintas causas y se puede desarrollar con velocidades muy rápidas o muy lentas según sea el mecanismo que da lugar a tal inestabilidad.

## Causas

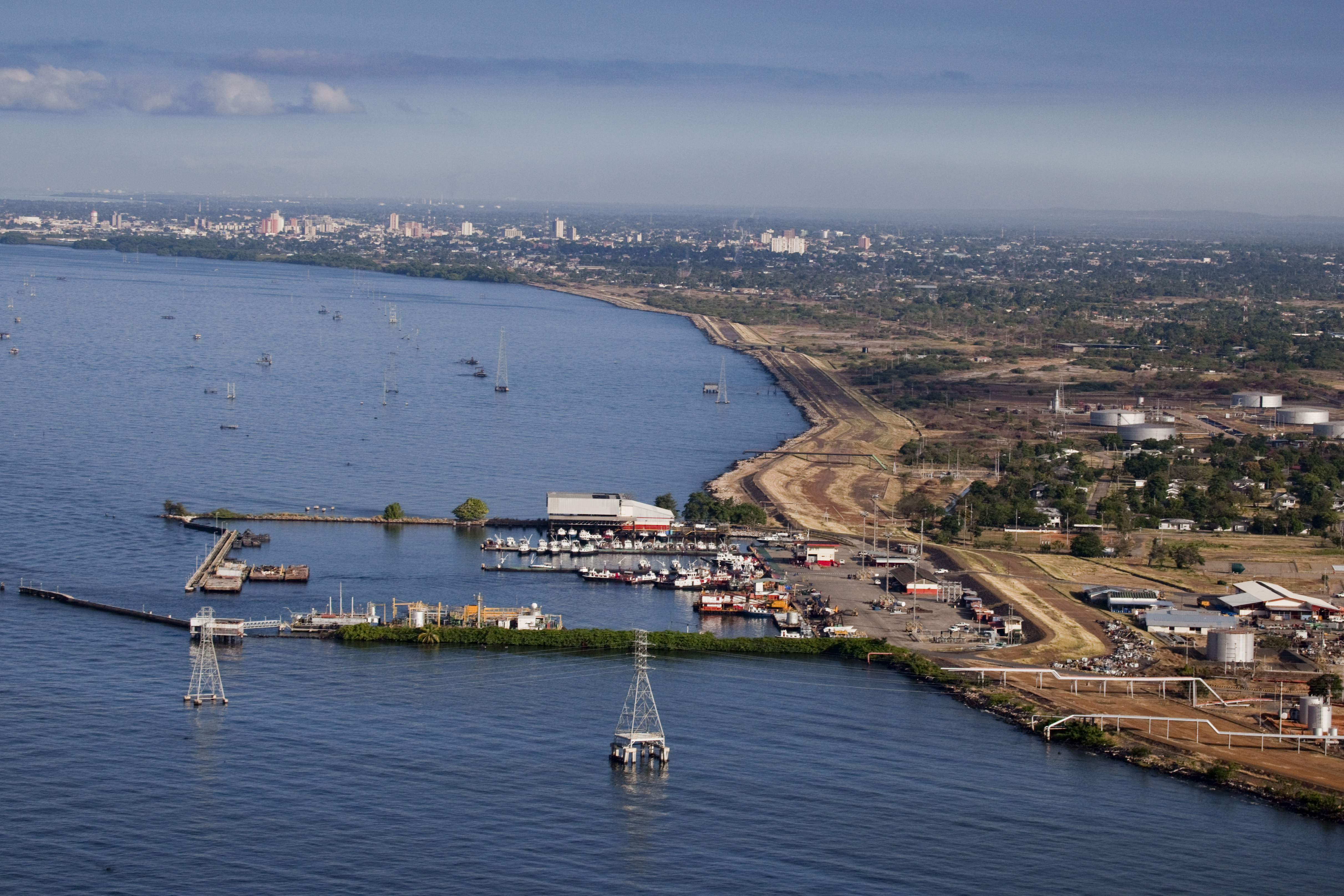
Costa Oriental del Lago de Maracaibo, en el Municipio Lagunillas, en Venezuela, donde se pueden ver los efectos de la subsidencia producida por la explotación casi centenaria del petróleo en la zona, que ha obligado a la construcción de un dique alrededor del lago para impedir que se inunde la población con sus aguas.

Entre las causas principales de los hundimientos de tierra se pueden citar a la disolución de la piedra caliza, que es el carbonato de calcio, por la acción del agua subterránea. Aunque el CaCO3 tiene una constante del producto de solubilidad relativamente pequeña, es muy soluble en presencia de un ácido. Este problema ha causado muchos problemas en muchos lugares y países como en Praga, México, Florida, Venezuela, España, entre otros.
- En primer lugar, la acción directa de la gravedad. Los materiales de la superficie terrestre que se encuentran en terrenos de fuerte pendiente pueden desplazarse súbitamente como respuesta a la acción directa de la gravedad, especialmente, cuando las lluvias continuadas pueden contribuir al deslizamiento en masa de los materiales poco consolidados de las laderas.

- El agua de lluvia es ácida por naturaleza (por la combinación del dióxido de carbono (CO2) con el agua atmosférica, que se transforma en ácido carbónico con un de 5 a 6 y se puede volver más ácida en contacto con materia vegetal en descomposición.

- Si el movimiento vertical es lento o muy lento (por ejemplo, centímetros/año) y afecta a una superficie amplia (km²) con frecuencia se habla de subsidencia. Si el movimiento es muy rápido (m/s) se suele hablar de colapso.

A largo plazo, las causas de la subsidencia pueden ser, entre otras:
La respuesta de los materiales geológicos ante los esfuerzos tectónicos distensivos, por ejemplo ante la formación de fosas tectónicas o que con el tiempo pueden dar lugar a fisuras.
- - La respuesta de los materiales geológicos ante los esfuerzos tectónicos localmente distensivos en un marco de tectónica epidérmica con juegos de fallas superficiales con trazados flexionados, por ejemplo en cuencas de tipo pull-apart.
  - Reajustes litosféricos por isostasia, por ejemplo al final de una colisión continental tras el cese del levantamiento cortical o fin de la formación de un orógeno.

- Las variaciones en el nivel freático o en el estado de humedad del suelo, por ejemplo como consecuencia de la explotación de acuíferos.
  - La actividad minera subterránea, por ejemplo tras el abandono de galerías subterráneas.

Por su parte, las causas de los colapsos implican el fallo de la estructura geológica que sostiene una porción del terreno bajo el cual existe una cavidad, lo que puede venir motivado por la disolución de las rocas (por efecto de karstificación, véase Cárstico) hasta el límite de la resistencia de los materiales o el vaciado de acuíferos o en general el debilitamiento por meteorización física o química de una estructura que alberga una cavidad. El aprovechamiento de los recursos naturales (actividad minera, explotación de acuíferos) también puede inducir a colapsos.
En especial, la explotación continuada de las cuencas petrolíferas también da origen al hundimiento de amplias zonas de formas irregulares que pueden ocasionar problemas como inundaciones, inutilización de los drenajes naturales, alteración en los usos de la tierra, etc. Los huracanes Katrina en agosto de 2005 en Nueva Orleans y Harvey en Houston en agosto y septiembre de 2017 (23 de agosto al 3 de septiembre) constituyen ejemplos notables de los riesgos de dichos huracanes en terrenos petrolíferos explotados durante décadas y el hundimiento consiguiente del terreno debido a dicha explotación.